# SoftBank 814SH
SoftBank 814SH（ソフトバンク814SH）はシャープが開発しソフトバンクモバイルが販売するW-CDMA通信方式の携帯電話端末。
VGA液晶を搭載して2007年（平成19年）7月発売。
なお、姉妹機SoftBank 815SH（ソフトバンク815SH）についてもここに併記する。

## 主な機能・サービス
- ミュージックプレイヤー
- Bluetooth
- マイ絵文字
- フィーリングメール
- カスタムスクリーン
- バイリンガル
- デルモジ表示対応
- QRコード読み取り・作成
- 赤外線通信（IrDA）
- ドキュメントビューア
- シンプルモード
- 顔認証機能

## 付属品キット
- 電池パック SHBBB1
- 急速充電器 SHCAA1
- ユーティリティーソフトウエア（試供品）

| 主な対応サービス   | 主な対応サービス       | 主な対応サービス | 主な対応サービス |
| ------------------ | ---------------------- | ---------------- | ---------------- |
| サークルトーク     | ホットステータス       | Yahoo!mocoa      |                  |
| S!ループ           | S!タウン               | ライブモニター   |                  |
| PCサイトブラウザ   | 電子コミック           | S!アプリ         |                  |
| 着うたフル／着うた | アレンジメール         | S!アドレスブック |                  |
| S!FeliCa           | S!ミュージックコネクト | S!GPSナビ        |                  |
| レコメール         | TVコール               | 国際ローミング   |                  |
| ワンセグ           | 3G ハイスピード        | おなじみ操作     |                  |

## 特徴
- 814SH、815SHの両機は諸元や機能は同じで、それぞれ同社の従来モデル810SH、811SHの後継機にあたる。

- 搭載するVGA液晶は、810SH、811SHとの比較において約1.6倍の明るさ･コントラストを実現。

- 外装は両機とも金属皮膜によるメタリック仕上げだが、814SHは「グリッターメイクデザイン」と称する女性向け、815SHは「ストロングメタルデザイン」と称する男性向けを意識したデザインとなっている。この皮膜は剥がれやすく、早ければ使用開始後数ヶ月で筋状に剥がれはじめる。その場合、外装は亀甲模様のような外観となる。